# تازومال
تازومال هو موقع أثري للمايا ما قبل كولومبي في تشالتشوابا، بالسلفادور. تازومال هو مجمع معماري داخل المنطقة الأكبر من مدينة تشالتشوابا القديمة في أمريكا الوسطى، في غرب السلفادور. تقع مجموعة تازومال في الجزء الجنوبي من منطقة تشالتشوابا الأثرية. قام عالم الآثار ستانلي بوغز بالتنقيب عن مجمع تازومال وترميمه خلال أربعينيات وخمسينيات القرن الماضي.